# Toney Clemons
Toney Clemons (Pittsburgh, 11 ottobre 1988) è un giocatore di football americano statunitense che gioca nel ruolo di wide receiver per i Jacksonville Jaguars della National Football League (NFL). Fu scelto nel corso del settimo giro (231º assoluto) del Draft NFL 2012 dai Pittsburgh Steelers. Al college ha giocato a football a Colorado e Michigan.

## Carriera professionistica

### Pittsburgh Steelers
Clemons fu scelto nel corso del settimo giro del Draft 2012 dai Pittsburgh Steelers.

### Jacksonville Jaguars
Clemons firmò per i Jaguars il 26 novembre 2012 dopo essere sempre rimasto nella squadra di allenamento degli Steelers. Coi Jaguars nella sua stagione da rookie scese in campo 4 volte, nessuna delle quali come titolare, ricevendo 3 passaggi per 41 yard.

## Vittorie e premi
Nessuno

## Statistiche
| Partite totali         | 4  |
| Partite da titolare    | 0  |
| Yard ricevute          | 41 |
| Touchdown su ricezione | 0  |